# Neue Akademie der Tonkunst
Die Neue Akademie der Tonkunst, oft auch die Kullak-Akademie genannt, war eine von dem königlichen Hofpianisten Theodor Kullak (1818–1882) gegründete höhere Musikschule in Berlin, die von 1855 in der Großen Friedrichstrasse Nr. 94 bis 1890 bestand.

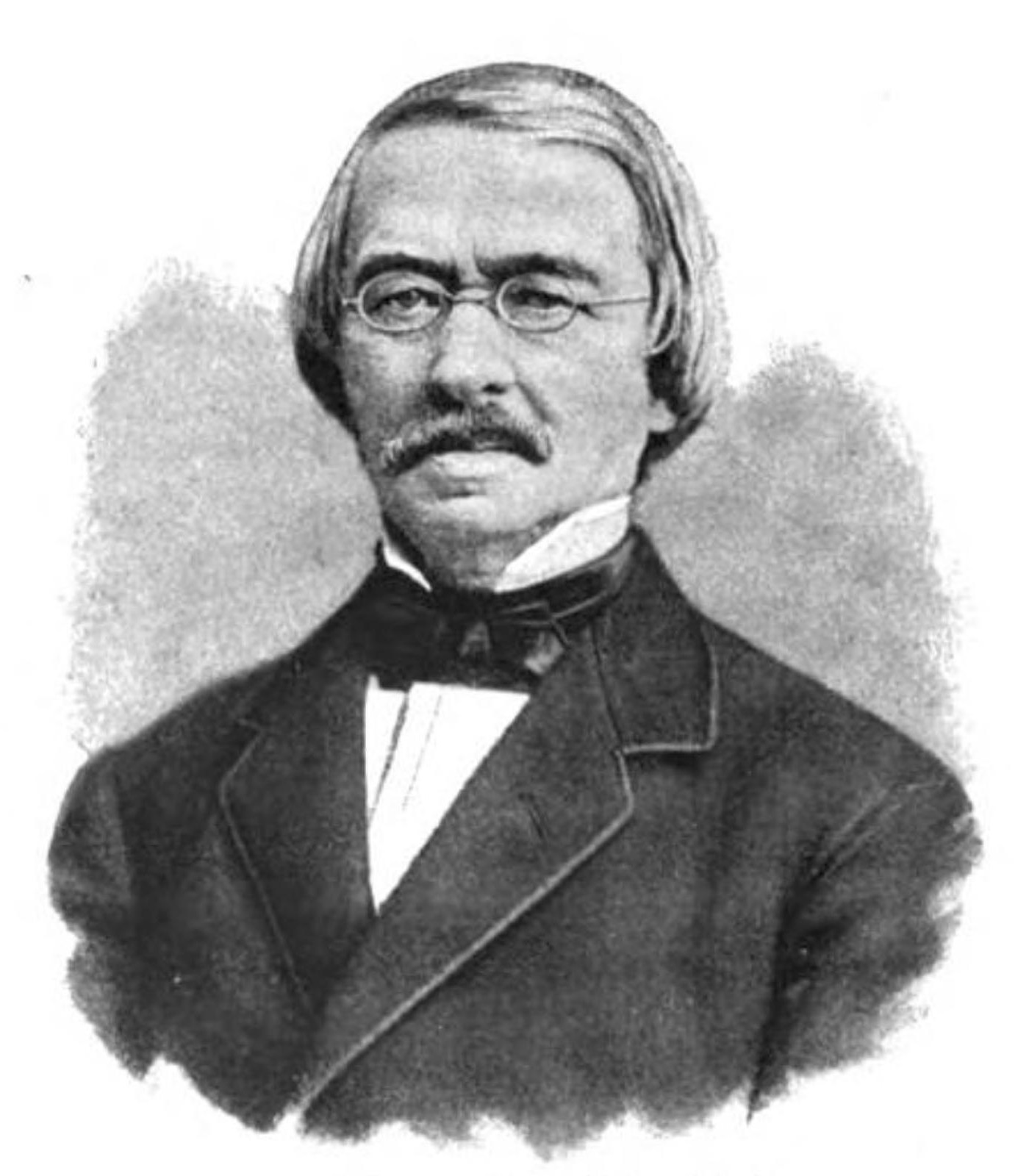
Theodor Kullak

## Geschichte
Kullak hatte 1850 zusammen mit Julius Stern und Adolf Bernhard Marx in Berlin das (spätere Sternsche) „Conservatorium der Musik“ gegründet, dieses Unternehmen jedoch 1855 verlassen und die „Neue Academie der Tonkunst“ gegründet.
Theodor Kullak war u. a. mit Franz Liszt (1811–1886) befreundet, das „Eleganz-Ideal“ seines Klavierspiels war dem Sigismund Thalbergs (1812–1871) verpflichtet „von absoluter Präzision und unübertrefflicher Genauigkeit jeder Gelenkbewegung“ (Bischoff). Die Akademie konzentrierte sich vor allem auf die Ausbildung von Pianisten, hatte auch Klassen in Gesang, Violine, Violoncello, außerdem verschiedene Ensemble-Klassen und theoretische Fächer, dazu Sprachen. Die Akademie wurde bald zum größten privaten Musikinstitut in Deutschland. Sie befand sich in Berlin NW, Große Friedrichstrasse Nr. 94, unweit der Linden.
Zu den Schülern der Akademie und von Kullak persönlich ausgebildet gehörten so herausragende Pianisten der Zeit wie Xaver Scharwenka, Moritz Moszkowski und (zuvor) Anton G. und Nikolai G. Rubinstein. Moszkowski begann im Alter von 17 Jahren an der Akademie zu unterrichten, während Scharwenka und N. G. Rubinstein ihrerseits zu Gründern von musikalischen Bildungseinrichtungen wurden, dem Scharwenka-Konservatorium und dem Moskauer Konservatorium.
An der Kullak-Akademie studierten auch Alfred Grünfeld, Théo Ysaÿe, Agathe Backer Grøndahl, Otto Winter-Hjelm, Martha Schwieder, Jean Louis Nicodé, Georg Liebling und Heinrich Karl Johann Hoffmann. Émile Sauret, Richard Wüerst, Gustav Engel, Emil Breslauer und Wilhelm Langhans waren als Lehrer tätig. Zur Zeit ihres 25-jährigen Bestehens lag die Zahl der Schüler bei 1000 und die der Lehrer bei 100.
Nach Theodor Kullaks Tod im Jahr 1882 leitete sein Sohn Franz Kullak (1844–1913) die Akademie, aber dies war der Beginn ihres Niedergangs. Er löste sie 1890 überraschend auf.

## Direktoren
- Theodor Kullak
- Franz Kullak (ab 1882)

## Bekannte Lehrer (Auswahl)
- Hans Bischoff (1852–1889), Pianist, Klavierlehrer und Herausgeber
- Emil Breslauer (1836–1899), Musiker und Komponist
- Siegfried Dehn (1799–1858), Musiktheoretiker und Kontrapunktlehrer
- Gustav Engel (1823–1895), Gesangspädagoge und Musikschriftsteller
- August Eduard Grell (1800–1886), Komponist, Organist und Direktor der Sing-Akademie zu Berlin.
- Richard Krentzlin (1864–1956) (bereits Schüler der Akademie)
- Wilhelm Langhans (1832–1892), Komponist, Musikschriftsteller
- Émile Sauret (1852–1920), Violinist, Musikpädagoge und Komponist
- Edward Benjamin Scheve (1865–1924), Komponist, Pianist, Organist
- Albert Werkenthin (1842–1914), Pianist, Musikschriftsteller
- Richard Ferdinand Wüerst (1824–1881), Musikpädagoge und Komponist

## Schüler (Auswahl)
- Martin Grabert (1868–1951), Komponist und Organist
- Agathe Backer Grøndahl[5] (1847–1907), Komponistin und Pianistin
- Alfred Grünfeld (1852–1924), Pianist, Komponist und Musikpädagoge
- Heinrich Karl Johann Hofmann (1842–1902), Komponist
- Victor Holländer (1866–1940), Pianist, Dirigent und Komponist
- Ferdinand Hummel (1855–1928), Komponist und Dirigent
- Richard Krentzlin (1864–1956), Verfasser der Klavierschule Der junge Pianist
- Georg Liebling  (1865–1946), Komponist
- Moritz Moszkowski (1854–1925), Komponist und Pianist
- Jean Louis Nicodé (1853–1919), Komponist, Dirigent, Pianist und Musikpädagoge
- Erika Lie Nissen (1845–1903), Pianistin und Musikpädagogin
- Franz Rummel (1853–1901), Pianist und Komponist
- Philipp Scharwenka (1847–1917), Komponist und Musikwissenschaftler
- Xaver Scharwenka (1850–1924), Komponist und Pianist
- Otto Winter-Hjelm (1837–1931), Komponist, Dirigent, Organist, Musikkritiker und -pädagoge
- Théo Ysaÿe (1865–1918), Komponist und Pianist